# Paola Pitagora

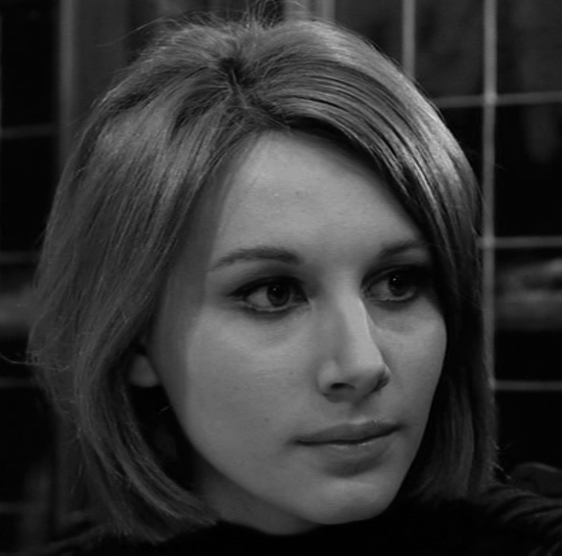
Paola Pitagora în filmul Pumnii în buzunar (1965)

Paola Pitagora pseudonimul lui Paola Gargaloni (n. 24 august 1941, Parma, Italia) este o actriță de film, de televiziune și cântăreață italiană. 
Câștigătoare a Panglicii de argint pentru cea mai bună actriță în 1970 pentru rolul Cinzia din filmul noir Fără să știi nimic despre ea de Luigi Comencini, printre cele mai cunoscute filme ale sale numărându-se Baraba (1961), Pumnii în buzunar (1965), Caroline chérie (1968) și Poliția sub acuzare (1971).

## Biografie
Paola Pitagora s-a născut ca Paola Gargaloni în Parma în regiunea Emilia-Romagna în 1941. A studiat la Centro sperimentale di cinematografia și a urmat școala de teatru a lui Alessandro Fersen. La sfârșitul anilor 1950, a început ca animatoare la televiziunea italiană prezentând diverse emisiuni, precum Il giornale delle vacanze, Fuori l'orchestra sau Cinema d'oggi. De asemenea, compune, scrie și cântă cântece pentru copii, precum La Zanzara sau La giacca rotta realizate pentru festivalul copiilor Zecchino d'Oro.
A debutat ca actriță în cinema la începutul anilor 1960, obținând mai multe roluri secundare și de figurație în diferite filme italiene și europene, precum filmul de capă și spadă Messalina (Messalina, Venere imperatrice) de Vittorio Cottafavi, filmul de război Kapo de Gillo Pontecorvo, drama The Bad Path (La Viaccia) de Mauro Bolognini, filmul de spionaj Schüsse im Dreivierteltakt de Alfred Weidenmann sau filmul istoric Barabas (Barabba) de Richard Fleischer în care interpretează rolul Mariei din Magdala. De asemenea, joacă în teatru, alături de Marcello Mastroianni în musicalul Ciao Rudy, sau într-o adaptare după Dansul morții (Dödsdansen) de August Strindberg.
În 1965, a obținut unul dintre principalele roluri feminine în drama Pumnii în buzunar de Marco Bellocchio, alături de Lou Castel și Marino Masè. Succesul acestui film, considerat acum unul dintre filmele precursoare ale mișcărilor sociale din 1968, i-a dat o nouă notorietate în Italia. În anul următor, a jucat alături de Alberto Sordi, Silvana Mangano, Giulietta Masina, Anita Ekberg și Laura Antonelli în comedia Scusi, lei è favorevole o contrario? regizat de însuși Alberto Sordi.
În 1969, a deținut rolul principal feminin în filmul noir Fără să știi nimic despre ea de Luigi Comencini. Vizavi de actorul francez Philippe Leroy, ea întruchipează personajul Cinziei, o tânără instabilă, emoționantă și chinuită, a cărei suferință amoroasă și fragilitate morală o vor duce la decăderea ei. Pentru acest rol, ea a câștigat în 1970 Panglica de argint pentru cea mai bună actriță.
După 1970, ea a alternat din nou între roluri principale și roluri secundare în producții europene, în principal franceze și italiene. În 1970, a fost distribuită în comedia Fermate il mondo... voglio scendere! de Giancarlo Cobelli cu Lando Buzzanca. Anul următor joacă în drama judiciară Poliția sub acuzare de Marcel Carné, care se bazează pe romanul omonim al scriitorului Jean Laborde și în care îi are ca parteneri pe Jacques Brel, Charles Denner și Michael Lonsdale. În 1972, a turnat cu Terence Hill și Martin Balsam în filmul polițist Il vro è il falso de Eriprando Visconti. A obținut apoi un mic rol în filmul de spionaj Zbor de noapte spre Moscova în regia lui Henri Verneuil și un rol secundar în filmul polițist Revolver de Sergio Sollima.
Din anul 2000, ea și-a continuat cariera la televiziunea italiană unde obține câteva roluri în seriale de televiziune, precum I cerchi nell'acqua de Umberto Lenzi sau Gli anni spezzati de Graziano Diana. De asemenea, lucrează ca actriță în teatru și, din 2001, ca romancier, scriind romanul „Fiato d'artista. Dieci anni a Piazza del Popolo”, inspirat din cariera sa.
Are o fiică, Evita Ciri, care este și ea actriță.

## Filmografie selectivă
- 1959 Costa Azzurra, regia Vittorio Sala
- 1960 Messalina Venere imperatrice, regia Vittorio Cottafavi
- 1959 Kapò, regia Gillo Pontecorvo
- 1960 Urlatori alla sbarra, regia Lucio Fulci
- 1961 La viaccia, regia Mauro Bolognini
- 1961 Cronache del '22, regia Stefano Ubezio
- 1961 Baraba (Barabbas), regia Richard Fleischer
- 1962 Il terrore di notte, regia Harald Reinl
- 1962 La vita provvisoria, regia Vincenzo Gamna
- 1963 Ragazze di buona famiglia, regia Pierre Montazel
- 1964 La calda pelle (De l'amour), regia Jean Aurel
- 1965 Operazione terzo uomo, regia Alfred Weidemann
- 1965 Pumnii în buzunar (I pugni in tasca), regia Marco Bellocchio
- 1966 Scusi, lei è favorevole o contrario?, regia Alberto Sordi
- 1967 Bersaglio mobile, regia Sergio Corbucci
- 1967 Come cambiar moglie (Les Compagnons de la Marguerite), regia Jean-Pierre Mocky
- 1968 Caroline chérie, regia Denys de La Patellièr
- 1968 Tenderly, regia Franco Brusati
- 1969 Salvare la faccia, regia Rossano Brazzi
- 1969 Fără să știi nimic despre ea (Senza sapere niente di lei), regia Luigi Comencini
- 1970 Disperatamente l'estate scorsa, regia Silvio Amadio
- 1970 Fermate il mondo... voglio scendere!, regia Giancarlo Cobelli
- 1971 Equinozio, regia Maurizio Ponzi
- 1971 Poliția sub acuzare (Les assassins de l'ordre), regia Marcel Carné
- 1972 Il sindacalista, regia Luciano Salce
- 1972 Il vero e il falso, regia Eriprando Visconti
- 1973 Zbor de noapte spre Moscova (Le Serpent), regia Henri Verneuil
- 1973 Revolver, regia Sergio Sollima
- 1973 Un amore così fragile così violento, regia Leros Pittoni
- 1974 Il domestico, regia Luigi Filippo D'Amico
- 1981 Aiutami a sognare, regia di Pupi Avati
- 1979 Napoli una storia d'amore e di vendetta, regia Mario Bianchi
- 1990 Gli assassini vanno in coppia, regia Piero Natoli
- 1995 Tutti gli anni una volta l'anno, regia Gianfrancesco Lazotti
- 1999 Non con un bang, regia Mariano Lamberti
- 2011 I cerchi nell'acqua, regia Umberto Marino
- 2018 Pane dal cielo, regia Giovanni Bedeschi